# Scytodes lineatipes
Scytodes lineatipes är en spindelart som beskrevs av Władysław Taczanowski 1874. Scytodes lineatipes ingår i släktet Scytodes och familjen spottspindlar. Inga underarter finns listade i Catalogue of Life.